# Convento de la Concepción (Éibar)
El convento de la Purísima Concepción, estaba situado en la localidad guipuzcoana de Éibar en el País Vasco en España, fue un monumento declarado Bien de Interés Cultural. No cuenta con estructuras visibles ya que en 1977 se acabaron de derribar las ruinas de los edificios que quedaban para construir en su lugar la ampliación de la escuela de Armería.
Perteneció a la Orden de la Inmaculada Concepción, llamadas también Franciscanas Concepcionistas, que abandonaron la población en 2009 para unirse al convento de San Sebastián.

## Historia
Las primeras noticias que se disponen del convento sitúan su primera fundación en el palacio de Isasi, bajo el patrocinio del propio marqués Martín López de Isasi y su mujer Domenja de Orbea. Se fundó el convento en 1593, fue aprobado por el concejo el 15 de junio de ese año, con una dote de 1000 ducados anuales y con la obligación de que permanecieran en el convento cinco monjas y que ellos fueran enterrados en la cripta bajo el altar mayor.
Para la edificación del convento se compró en 1595 una heredad a Andrés de Aguinaga, en la zona conocida como Argacha, que lindaba por la parte inferior con el camino real. Se compró también otra heredad junto a la ermita de Santa Inés, además de un manzanal que lindaba con la llamada huerta de Isasi.
El proyecto de la construcción de la iglesia y el convento fue realizado por Miguel de Aramburu y construido por Maese Hemando de Loidi, y a su fallecimiento la continuaron Miguel de Garaizabal y Juan de Arostegni. El altar mayor se dedicó a Nuestra Señora de la Concepción Inmaculada, como era el deseo de los fundadores. En el crucero del lado del evangelio se levantó un altar dedicado a San Juan Bautista y correspondiendo a él otro dedicado a San Francisco. En ese mismo lado pero ya fuera del crucero había imágenes de San Martín y Santa Clara y a su frente, en el lado de la epístola, un san Antonio de Padua y otra de la beata Teresa de Jesús.
El 21 de mayo de 1634 Juan de Isasi, conde de Pié de Concha y nieto de los fundadores, otorga en escritura pública notarial la propiedad al fraile Francisco de Zuoloa y a la Madre Abadesa Concepción Jacinta de Zornoza quien con tres monjas más realizan la fundación de la congregación Concepción Franciscana, a semejanza del que ya existía en Bilbao. Este fue el primer convento de esa orden que se instaló en Guipúzcoa.
En 1630 el escultor vallisoletano Gregorio Fernández finaliza la ejecución de los retablos de la iglesia, de entre los que destaca el retablo mayor, en los que trabajó 4 años.
La construcción original resultó muy dañada en la Guerra Civil de 1936, fue alcanzada por dos bombas que dañaron, principalmente la segunda de ellas, su estructura y obligó a evacuar el convento el 30 de septiembre de 1936. El 25 de abril de 1937 los restos de la edificación son pasto de las llamas. La comunidad religiosa fue ubicada en el vecino palacio de Isasi donde entraron en junio de 1937, celebrando la primera mis en esa nueva ubicación el 16 de ese mes. 
En 1951 se acuerda la permuta de terrenos y la construcción de un nuevo edificio en otro lugar. El 28 de agosto de 1953 la Inmobiliaria Municipal Eibarresa da comienzo a las obras de un nuevo convento bicado en el barrio de Ipurúa (entre el polideportivo y el estadio de fútbol de la SD Eibar). que se inauguró el 11 de diciembre de 1955 y se había ocupado por la comunidad religiosa en marzo de ese año.
En las ruinas del viejo edificio instalaron varios talleres. En 1962 se derribaron los muros y contrafuerte del costado de la epístola de la antigua iglesia; los muros de la fachada principal y arcos del pórtico o claustro existente así como la parte de construcción situada encima de los arcos; la carpintería existente y los muros que la circundan, el muro del ábside de la iglesia. Se dejaron en pie parte de la fachada y ábside, necesarios para la estabilidad de la estructura y en 1977 se derriba lo que queda para construir en el solar el nuevo edificio de la Escuela de Armería dedicado a la Formación Profesional de primer grado.
En el año 2009 la comunidad abandona Éibar, debido al escaso número de congregación, y se traslada a San Sebastián quedando cerrado el edificio y abriéndose planes para la su utilización en otros campos.

## Calificaciones
Interés Cultural
Tipo de interés cultural: 
Resolución: 17-01-1964
BOE (29-02-1964).
Tipo de interés cultural
Resolución: 14-10-1997
Sin estructuras visibles. Tipo E.
Tipo de interés culturalCalificado
Resolución: 17-01-1964
BOE (29-02-1964).
Tipo de interés culturalPresunto Interés Arqueológico
Resolución: 14-10-1997
Sin estructuras visibles. Tipo E.